# Triaspis warnckei
Triaspis warnckei är en stekelart som beskrevs av Papp 1999. Triaspis warnckei ingår i släktet Triaspis och familjen bracksteklar. Inga underarter finns listade i Catalogue of Life.